# 호송선단 HX 106
호송선단 HX 106은 41척의 함선으로 이루어져 있으며, 핼리팩스에서 리버풀까지 항해했다. 호송선단들은 대서양 전투에서 U-보트에 맞서 표준 전술로 항해했다.
1941년 2월 8일, 두 척의 독일 전함 샤른호르스트와 그나이제나우가 지평선 너머로 나타났다. 이 독일 함대는 제독 귄터 뤼트옌스가 맡고 있었다. 샤른호르스트는 영국 해군의 HMS 래밀리즈에게 피해를 입었고, 결국 그나이제나우의 자매함을 피해시킬수 있었다. 전략적으로 성공적인 경우, 샤른호르스트는 래밀리즈보다 11노트(약 20km/h) 빨랐고, 새론운 11 대포는 영국 함선은 1915년식 15 대포보다 더 개량되었다. 그러나, 뤼트옌스는 엄격하게 히틀러의 적 수도의 선단을 막으라는 명령을 지켰다.
래밀리즈의 존재는 공격을 주저하는 데에 영향을 주었다. 나중에, "MV 아서 F. 콜린"의 유조차를 포함한 험비를 배송한 두 척의 선단이 잠수함에 의해 격침되었다. 그 함선들은 2월 13일에 59척이 도착하게 되었다.